# هاري كلارك (لاعب كرة قدم)
هاري كلارك (بالإنجليزية: Harry Clarke)‏ (27 مارس 1921 بدارلينغتون في المملكة المتحدة - 8 نوفمبر 2015) هو لاعب كركيت ولاعب كرة قدم بريطاني (وحمل سابقاً جنسية المملكة المتحدة لبريطانيا العظمى وأيرلندا) في مركز الهجوم. لعب مع ليدز يونايتد ونادي هارتلبول يونايتد وStanley United F.C. ‏ ونادي مقاطعة دورهام للكريكت ‏ وStockton F.C. ‏ ودارلينجتون إف سى.

## وصلات خارجية
- هاري كلارك على موقع قاعدة بيانات كرة القدم.إي يو (الإنجليزية)